# Keangnam Hanoi Landmark Tower

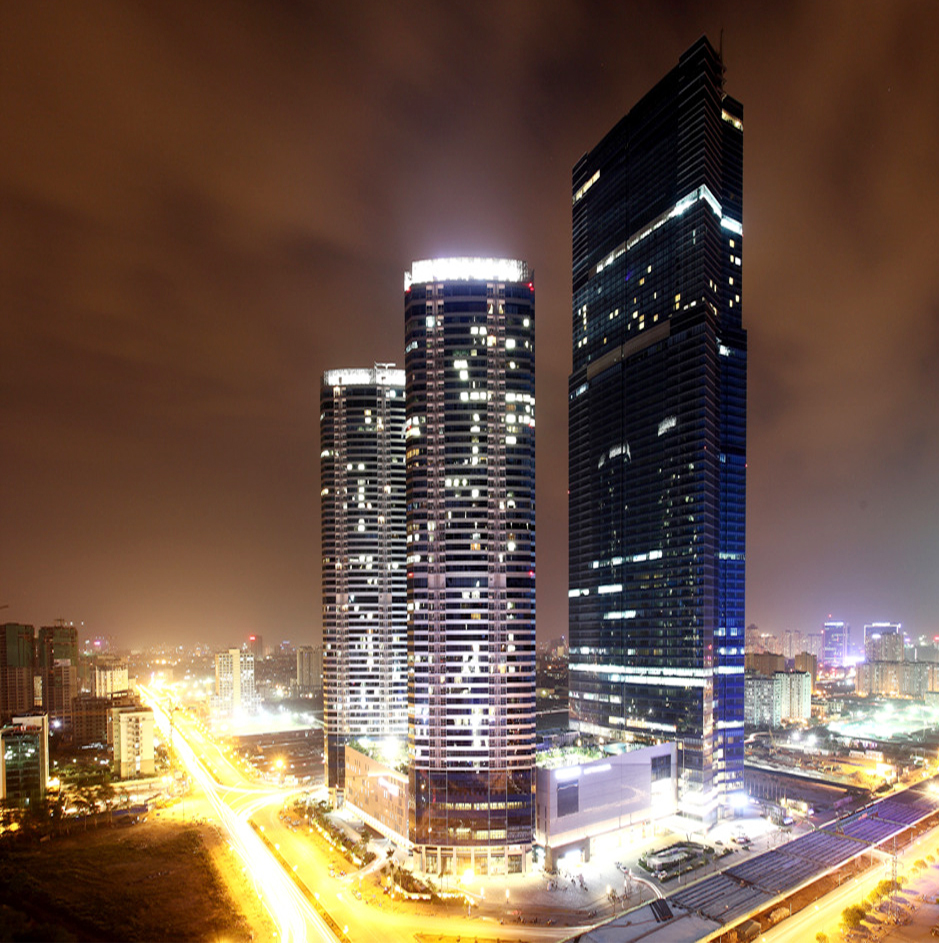
O Landmark 72 à noite.

Keangnam Hanoi Landmark Tower (ou simplesmente Keangnam Landmark 72) é um arranha-céu construído no boulervad Pham Hungd, distrito de Từ Liem, Hanói, Vietnã. A área é reservada para que grandes empresas criem suas sedes lá, como KPMG, Standard Chartered Bank, PricewaterhouseCoopers e LG Electronics. O complexo é composto por uma torre de escritórios de 72 andares, com uma altura de 350 metros e duas torres residenciais de 48 andares. O Landmark 72 está localizado em uma área de 46.054 metros quadrados e tem uma área construída total de 609.673 m², a quinta maior área útil de um edifício único do mundo. O investidor, bem como o executor e operador desse complexo é a empresa Keangnam Enterprises, Ltd, com sede na Coreia do Sul. O investimento total deste complexo é estimado 1,05 bilhão de dólares.